# World's Largest Dinosaur
Pour les articles homonymes, voir Dinosaur.

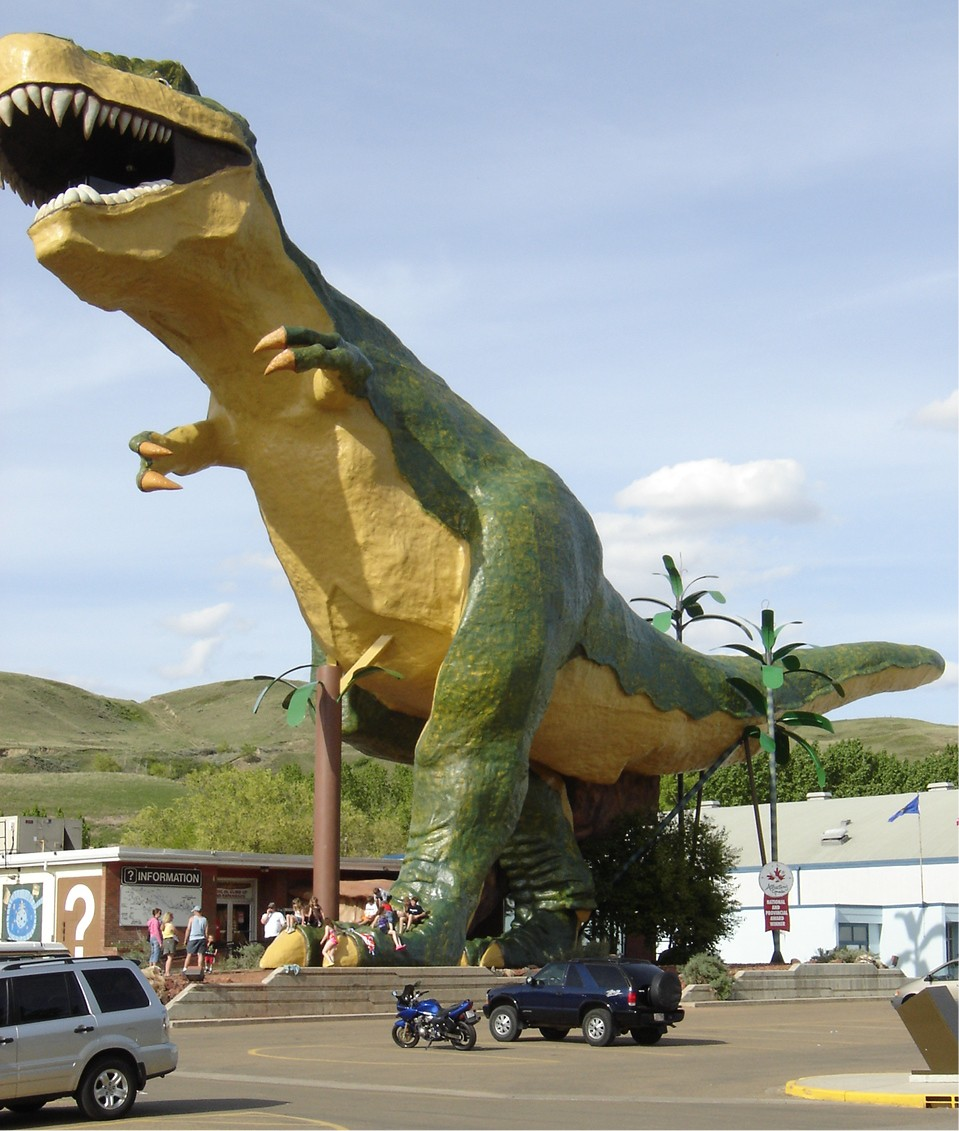
World's Largest Dinosaur

World's Largest Dinosaur est le nom d'une maquette de Tyrannosaurus rex qui se trouve dans la ville de Drumheller, dans la province canadienne d'Alberta. Construit en fibre de verre et en acier, il mesure 25 mètres (82 pieds) de haut et 46 mètres (151 pieds) de long, ce qui le rend considérablement plus grand que tous les plus grands spécimens de dinosaures réels connus, qui mesuraient jusqu'à 12,8 mètres (42 pieds) de longueur et 4 mètres de haut.
Drumheller est une ville des Badlands du centre-est de l'Alberta, sur la rivière La Biche, située à 135 kilomètres (48 milles) au nord-est de Calgary. C'est à Drumheller que se trouve le Royal Tyrrell Museum of Palaeontology. Diverses maquettes de dinosaures plus petites sont également visibles un peu partout dans la ville
Voici quelques informations à propos du World's largest dinosaur trouvées sur la fiche d'informations disponible au Drumheller Information Center :
- Le poids total d'acier utilisé est de 29 480 kilogrammes (65 000 livres).
- Le poids total du dinosaure s'élève à 65 000 kilogrammes (145 000 livres).
- La longueur de la statue, sans compter la hauteur du socle, est de 25 mètres (82 pieds).
- Nombre total de marches d'escalier : 106.
- La statue est approximativement quatre fois plus grande qu'un véritable T-Rex.
- La gueule du tyrannosaure contient un espace d'approximativement 5.6 m² qui peut accueillir entre 8 et 12 visiteurs à la fois.

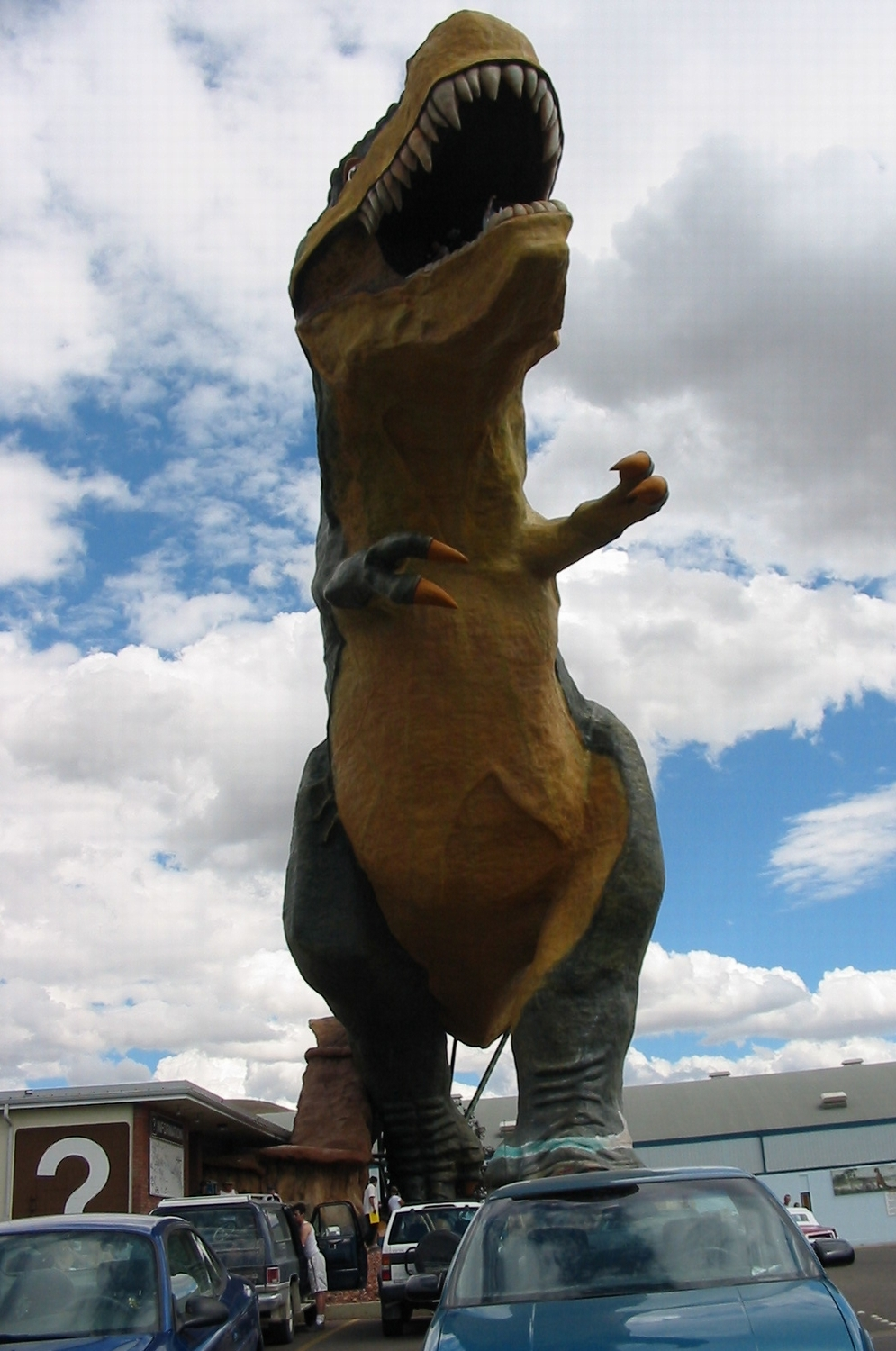
T-Rex à Drumheller
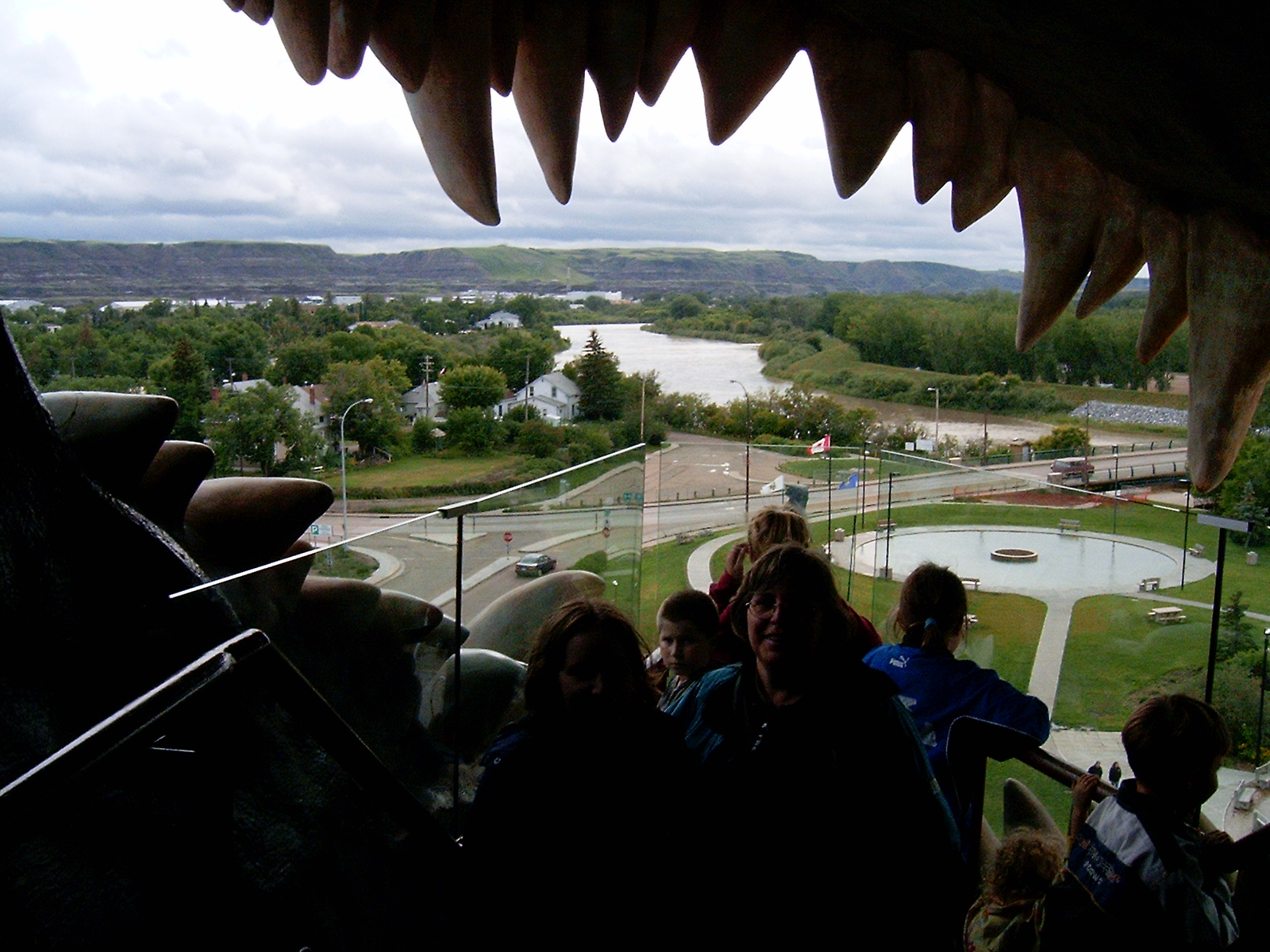
Vue depuis la gueule du T-Rex